# Le Triomphant (1675)
Le Triomphant (El Triunfante) fue un navío de línea de la Marina Real Francesa.
El casco fue botado en 1675 en Brest con el nombre de Constant, siendo rebautizado como Triomphant en 1678. Tomó parte en la batalla del cabo Béveziers el 10 de julio de 1690, y en la batalla de la Hougue el 29 de mayo de 1692. Fue destruido por un incendio el 1 de junio de 1692 durante un combate contra el navío inglés HMS Woolf. Perteneció a la flota comandada por Jean II d'Estrées.

## Reproducción (Expo 1900 París)
|  | Una reproducción a escala real de este navío fue construida con fines publicitarios por la empresa Chocolat Menier con ocasión de la Exposición Universal de París de 1900. El barco, que fue elegido por la empresa chocolatera como motivo por haber sido el primero en llevar el 10 de octubre de 1679 un cargamento de cacao desde Martinica hasta Francia durante el reinado de Luis XIV, fue alojado en la Galería de las Máquinas. |
|  | |